# La Cueva, Mexquitic de Carmona
La Cueva är en ort i Mexiko.   Den ligger i kommunen Mexquitic de Carmona och delstaten San Luis Potosí, i den centrala delen av landet, 400 km nordväst om huvudstaden Mexico City. La Cueva ligger 2 218 meter över havet och antalet invånare är 161.
Terrängen runt La Cueva är kuperad österut, men västerut är den platt. Runt La Cueva är det ganska tätbefolkat, med 54 invånare per kvadratkilometer. Närmaste större samhälle är Ahualulco, 15,2 km norr om La Cueva. Omgivningarna runt La Cueva är i huvudsak ett öppet busklandskap.